# 失信被执行人
失信被执行人，俗称老赖，是指经中华人民共和国各级人民法院认定的“被执行人具有履行能力而不履行生效法律文书确定的义务”的人员。根据相关规定，所有被人民法院纳入“失信被执行人名单”的人员，在高消费及非生活或者经营必需的有关消费会受到限制。

## 背景
据中华人民共和国最高人民法院统计，在2008年至2012年全国各级人民法院执结的被执行人有财产的案件中70%以上的被执行人存在逃避、规避甚至暴力抗拒执行的行为，只有不到30%的被执行人自动履行了义务。另据报道称，因“老赖”造成的痼疾，严重影响了社会的和谐稳定。为此最高人民法院在2013年8月底发布《关于公布失信被执行人名单信息的若干规定》。2018年開始進行各級法院的重拳整治執行問題，集中攻堅決勝失信被执行結案率。
2023年最高院公示還在案的失信被执行人約845萬人，占全國總勞動人口的約1%。

## 列入程序

### 惩戒对象
根据2013年7月1日最高人民法院审判委员会第1582次会议通过及根据2017年1月16日最高人民法院审判委员会第1707次会议通过的《最高人民法院关于修改〈最高人民法院关于公布失信被执行人名单信息的若干规定〉的决定》修正的《最高人民法院关于公布失信被执行人名单信息的若干规定》规定，各级人民法院应当将其纳入失信被执行人名单，依法对其进行信用惩戒：
1. 有履行能力而拒不履行生效法律文书确定义务的；
2. 以伪造证据、暴力、威胁等方法妨碍、抗拒执行的；
3. 以虚假诉讼、虚假仲裁或者以隐匿、转移财产等方法规避执行的；
4. 违反财产报告制度的；
5. 违反限制消费令的；
6. 无正当理由拒不履行执行和解协议的。

根据《规定》，被执行人具有以上规定第2项至第6项规定情形的，纳入失信被执行人名单的期限为2年；被执行人以暴力、威胁方法妨碍、抗拒执行情节严重或具有多项失信行为的，可以延长1至3年。另外，各级人民法院不得在具有下列情形之一的情况下，依据本规定第1条第1项的规定将被执行人纳入失信被执行人名单：
1. 提供了充分有效担保的；
2. 已被采取查封、扣押、冻结等措施的财产足以清偿生效法律文书确定债务的；
3. 被执行人履行顺序在后，对其依法不应强制执行的；
4. 其他不属于有履行能力而拒不履行生效法律文书确定义务的情形。

另外，若被执行人为未成年人的，各级人民法院不得将其纳入失信被执行人名单。

### 信息公示
根据《最高人民法院关于公布失信被执行人名单信息的若干规定》，记载和公布的失信被执行人名单信息应当包括如下内容：
1. 作为被执行人的法人或者其他组织的名称、统一社会信用代码（或组织机构代码）、法定代表人或者负责人姓名；
2. 作为被执行人的自然人的姓名、性别、年龄、身份证号码；
3. 生效法律文书确定的义务和被执行人的履行情况；
4. 被执行人失信行为的具体情形；
5. 执行依据的制作单位和文号、执行案号、立案时间、执行法院；
6. 人民法院认为应当记载和公布的不涉及国家秘密、商业秘密、个人隐私的其他事项。

2013年10月24日，全国法院失信被执行人名单信息公布与查询平台（现为中国执行信息公开网）面向社会开通。民众可输入被执行人姓名或名称来查询该失信被执行人的信息，上述信息向社会对外公布。除此之外，地方法院也可以通过公告栏、报纸、广播、电视、网络、召开新闻发布会等方式公布失信被执行人名单信息。近年来也有法院通过影院放映电影的垫片广告、抖音等方式公布失信被执行人名单信息。2014年7月，最高人民法院执行局与人民网联合推出“失信被执行人排行榜”。

## 惩戒措施
根据《最高人民法院关于公布失信被执行人名单信息的若干规定》，失信被执行人将在政府采购、招标投标、行政审批、政府扶持、融资信贷、市场准入、资质认定等方面受到信用惩戒；根据2010年5月17日最高人民法院审判委员会第1487次会议通过及根据2015年7月6日最高人民法院审判委员会第1657次会议通过的《最高人民法院关于修改〈最高人民法院关于限制被执行人高消费的若干规定〉的决定》修正的《最高人民法院关于限制被执行人高消费及有关消费的若干规定》规定，被纳入失信被执行人名单的人员（自然人）不得有以下高消费及非生活和工作必需的消费行为：
1. 乘坐交通工具时，选择飞机、列车软卧、轮船二等以上舱位；
2. 在星级以上宾馆、酒店、夜总会、高尔夫球场等场所进行高消费；
3. 购买不动产或者新建、扩建、高档装修房屋；
4. 租赁高档写字楼、宾馆、公寓等场所办公；
5. 购买非经营必需车辆；
6. 旅游、度假；
7. 子女就读高收费私立学校；
8. 支付高额保费购买保险理财产品；
9. 乘坐G字头动车组列车全部座位、其他动车组列车一等以上座位等其他非生活和工作必需的消费行为。（该规定适用于中国国家铁路集团内地及香港全部列车车次[14]）

除上述措施外，被执行人一旦被纳入失信被执行人名单，其名下的住房、银行账户、养老金、移动支付账户（如支付宝、微信支付等）将被冻结查封，且不得在全国范围内担任任何公司的法定代表人、董事、监事和高级管理人员，也不得为子女报名就读私立学校，其炒股、出境、在金融机构贷款或办理信用卡亦遭到限制。同时，被执行人名下车辆不得驶入高速公路，一旦被执行人名下车辆进出高速路收费站，车辆将被暂扣，由高速执法大队移交法院处理。根据2015年11月1日起实施的《中华人民共和国刑法修正案（九）》，人民法院的判决、裁定有能力执行而拒不执行，将以“拒不执行判决罪”论处。对于情节严重的，处3年以下有期徒刑、拘役或者罚金；情节特别严重的，处3年以上7年以下有期徒刑，并处罚金。
从2015年7月起，蚂蚁金服旗下的芝麻信用和最高人民法院实现系统连接，实时更新失信被执行人数据。一旦支付宝用户被纳入失信被执行人名单，其芝麻信用分将被扣减，且在芝麻信用合作商户处的消费购物行为也将受到约束。另外，也有一些地方与通讯运营商合作，为失信被执行人设置专属彩铃，且开通后未经法院同意不得取消。民众如拨打失信被执行人名下的电话号码，将会报出机主被列为失信被执行人的提示。在北京，被纳入失信被执行人名单的人员，不得参加小客车摇号。
据2018年7月10日最高人民法院召开的新闻发布会上的消息，截至2018年7月，中国大陆处于发布中的失信被执行人共789万例，涉及失信被执行人440万个。在惩戒方面，已限制1222万人次购买机票，限制458万人次购买动车、高铁票，限制失信被执行人担任企业法定代表人及高管28万人。全国280万失信被执行人迫于信用惩戒压力自动履行义务。

## 被列入失信被执行人名单的知名人物
- 黄鸿明，原广东创鸿集团董事长。2014年因违反财产报告制度被列入失信被执行人名单[21]。
- 贾跃亭，乐视集团创始人、前董事长。2017年12月11日被北京市第三中级人民法院列为失信被执行人[22]。
- 许宗衡，前深圳市人民政府市长，2011年因受贿被判死缓。后因未履行生效法律文書所確定的「沒收個人全部財產」義務，于2018年7月17日被鄭州中院列入失信被執行人名單[23]。
- 孙华华，新三板公司大华新材前董事长，2018年3月因个人被纳入失信被执行人原因，申请辞去董事长职位[24]。
- 戴威，ofo小黄车创始人兼CEO。2018年12月4日被北京市海淀区人民法院列入失信被執行人名單[25]。
- 叶璇，著名演员，2018年12月被上海市徐汇区人民法院纳入失信被执行人名单，2019年3月5日因拒不履行义务被罰款8萬元人民幣[26][27]。
- 庞青年，中国青年汽车集团董事局主席。截至2019年5月已被法院8次列为失信被执行人[28]。
- 施洪流，浩沙國際董事长，被法院列为失信被执行人[29]。
- 江佩珍，金嗓子控股集团有限公司创始人、董事长。因拖欠5194.98万元广告费及未履行金融借款合同，被上海市第一中级人民法院及宁波市鄞州区人民法院列为失信被执行人[30]。
- 罗永浩，锤子科技CEO，因未履行生效法律文书确定的给付义务被法院列为失信被执行人[31]。
- 马平 （页面存档备份，存于），江苏合睿集团CEO、宾利车主（页面存档备份，存于），因违反财产报告制度于2019年7月16日被张家港市人民法院列为失信被执行人[32]。
- 黄婷婷、馮薪朵，女子偶像团体SNH48暂休成员，因有履行能力而拒不履行生效法律文书确定义务被上海市虹口区人民法院纳入失信被执行人名单[33][34]。

## 失误
2015年1月8日，湖南长沙市民夏松因法院误将其纳入“全国法院失信被执行人名单”，导致其无法购买软卧车票和申请贷款。2月9日，长沙市芙蓉区人民法院经调查确认，夏松并非失信被执行人。

## 外部連結
- 網易-湖北法院公布重大老賴名單